# Косачёв, Александр Игнатьевич
Александр Игнатьевич Косачёв (23 мая 1936 — 15 сентября 2014) — советский и российский режиссёр и сценарист неигрового кино. Заслуженный деятель искусств Российской Федерации (1994).

## Биография
Родился в Новосокольниках Псковской области. С 1955 года учился на режиссёрском факультете ВГИКа (мастерская А. П. Довженко и М. Э. Чиаурели), который окончил экстерном. С 1959 года работал на Дальневосточной студии кинохроники в Хабаровске, затем на Нижне-Волжской студии кинохроники. В 1962 году переехал в Москву, работал на студии «Моснаучфильм» («Центрнаучфильм» — с 1966 года). 
Лауреат международных и всесоюзных кинофестивалей.
Скончался 15 сентября 2014 года.

### Семья
- жена — Л. А. Васильева, киновед[3];
- сын — Илья Александрович Косачёв, оператор и режиссёр[3].

## Фильмография
Режиссёр
- 1959 — Шёл геолог… (приз Всесоюзного фестиваля в Минске)
- 1960 — Начинается город
- 1961 — Невыдуманная земля
- 1962 — Сырые запахи реки[4] (приз международного кинофестиваля в Лейпциге)
- 1963 — Перед лицом экрана
- 1964 — Каждый день дорога
- 1966 — Алжир
- 1966 — Болгария, одна Болгария
- 1966 — Лондон 1851 — Монреаль 1967[5]
- 1967 — Детская спортивная школа (первый приз Всесоюзного фестиваля спортивных фильмов в Москве, приз 2-го фестиваля телевизионных фильмов в Баку)
- [[ год в кино|]]1967 — Поезд
- 1968 — Черты великого образа[6]
- 1968 — Новогодний привет
- 1970 — Ключи от хоккейных ворот
- 1970 — Ленин и Крупская[7]
- 1970 — Семь раз отмерь (специальный приз Международного кинофестиваля спортивных фильмов в Ампеццо)
- 1971 — Маршал Чуйков
- 1971 — Очевидное и невероятное (совместно с С. Прошиным)
- 1972 — На морях и океанах
- 1972 — Отчизна (специальный приз Всесоюзного кинофестиваля в Алма-Ате)
- 1973 — С темна до темна
- 1973 — Эстафета (киноальманах, 1 выпуск)
- 1973 — Эстафета (киноальманах, 2 выпуск)
- 1975 — Анастас Иванович Микоян[8]
- 1975 — Сосенки
- 1976 — Понедельник — день обычный
- 1977 — Днём и ночью в небе
- 1977 — По Москве
- 1977 — Рабочий день в библиотеке»
- 1978 — Шестой Международный конкурс Чайковского[9]
- 1978 — Гармония танца
- 1979 — Оникс — камень подземных дворцов
- 1980 — Вспоминая Менделеева (специальный приз Всесоюзного кинофестиваля в Вильнюсе)
- 1981 — Станиславский
- 1982 — Скульптор Орехов»
- 1984 — Великие имена России. Лермонтов
- 1985 — В пределах возможного
- 1986 — С компьютером за партой
- 1986—1990 — Тайна для миллионов глаз
- 1989 — Самоучка Суворов
- 1990 — Слово о Тургеневе
- 1990 — В доме Достоевского
- 1991  — Фонвизин
- 1991— Сергей Прокофьев
- 1992— Портрет Рахманинова
- 1993 — Загадка Лобачевского
- 1999— История Москвы

Сценарист
- 1962 — Сырые запахи реки (совместно с Е. Кряквиным)
- 1966 — Лондон 1851 — Монреаль 1967 (совместно с Ю. Гурвичем)
- 1970 — Ленин и Крупская (совместно с Л. Купецкой, К. Мамтаковой)
- 1990 — В доме Достоевского

## Почётные звания
- заслуженный деятель искусств Российской Федерации (1994)[10]